# Salavat Yulaev
Salavat Yulaev (em basquir:  Салауат Юлай-улы; em russo:  Салават Юлаев; 16 de junho de 1754 – 26 de setembro de 1800) foi um herói nacional basquir que participou da rebelião Pugachev, guerreiro, poeta e cantor.

## Biografia
Salavat Yulaev nasceu na aldeia de Tekeyevo, no volost Shaytan-Kudeevsky da província de Ufa, em Oremburgo (atual distrito de Salavatsky) do Bascortostão. Tekeyevo não existe mais, pois foi queimado em 1775.
Yulaev estava à frente do exército rebelde do Bascortostão desde o início da guerra no país de 1773-1775. Ele foi capturado pelas autoridades imperiais em 24 de novembro de 1774. Seu pai, Yulay Aznalin, tinha sido capturado um pouco antes. Colocados em ferros, eles foram enviados para Moscou. Yulay Aznalin era um votchinnik (detentor de bens patrimoniais), um homem rico, inteligente e influente. Ele foi mantido em respeito geral entre Basquires e era um Bauermeister (capataz do distrito). As autoridades locais deram credibilidade a ele; sua fidelidade ao governo russo não podia ser duvidada.
Em 1768, o próprio príncipe governador de Oremburgo, Putyatin, nomeou Yulay como capataz do comando basquir. Mas logo o comerciante Tverdyshev, concedido posto de assessoria colegiado, privou Yulay Aznalin de suas terras para construir plantações e a aldeia de Simsky. As terras dos Basquires estavam caindo em ruínas e, assim, Yulay Aznalin e seu filho de dezenove anos, Salavat, se levantaram sob as bandeiras de Iemelian Pugachev.
Dez meses após a captura de Salavat, em setembro de 1775, ele e seu pai foram açoitados publicamente nos lugares onde ocorreram as maiores batalhas contra os exércitos governamentais. Naquele mês, ambos foram arrastados pelas narinas, e suas testas e rostos foram marcados. Em 2 de outubro de 1775, com as mãos e as pernas acorrentadas, Salavat e Yulay foram enviados em duas carroças sob proteção para a fortaleza do Báltico Rogervik (hoje em dia a cidade de Paldiski na Estônia) por toda a vida. O transporte com condenados passou por Menzelinsk, Cazã, Nijni Novgorod, Moscou, chegando a Tver em 14 de novembro e continuando por Veliki Novgorod, Pskov e Tallinn, chegando finalmente a Rogervik em 29 de novembro.
O porto do Báltico de Rogervik havia sido fundado por Pedro, o Grande. No entanto, quando os participantes da revolta basquir chegaram a Rogervik, a fortaleza estava praticamente deserta. Havia apenas uma pequena guarnição e um pequeno número de prisioneiros. Aqui Salavat e Yulay encontraram seus irmãos de armas em luta: Coronel Pugachev, Aristov, Coronel Kanzafar Usaev e outros. Salavat Yulayev e seu pai viveram o resto de suas vidas em Rogervik.
Quando Paulo I ascendeu ao trono, o comandante da fortaleza Langel submeteu um inquérito sobre a mudança dos demais participantes da Revolta de Pugachev para Taganrog ou para uma fábrica de tecidos em Irkutsk. A resolução veio do Senado: "Os condenados acima estão sujeitos a serem movidos ... Por suas vilanias, eles são banidos pelo comando imperial, e é ordenado mantê-los nesse porto com a máxima cautela de que não poderiam fugir". Houve um manifesto especial em 17 de março de 1775, publicado pela imperatriz Catarina II. Por sua ordem, todos os participantes da revolta de Pugachev deveriam ser presos para sempre, e seus nomes deveriam "ser condenados ao esquecimento eterno e profundo silêncio". Sob esse manifesto, as autoridades locais perseguiram todos que pronunciavam os nomes dos rebeldes.
Salavat era alfabetizado em turco. Os documentos assinados por ele foram preservados. Os pesquisadores acreditam que Salavat falava russo. Afinal, ele teve que se comunicar com os rebeldes, com os líderes russos do levante.
Em seu exército havia pessoas de diferentes nacionalidades. E, apesar da proibição de mencionar Salavat, os povos da região aprovaram lendas e canções de boca em boca sobre Salavat.

## Família
Por ordem de Catarina II, foi proibido até mencionar a rebelião e seus participantes. Portanto, há poucas informações documentadas sobre eles.
O pai de Salavat, Yulai Aznalin (Adnalin, Aznalikhin) era o líder (starshina) do yurt bash Shaitan-Kudey (distrito de Volost). Por serviço leal e coragem, Yulay Aznalin recebeu um sinal de prata em 1772.
O Bascortostão tornou-se parte da Rússia no século XVI. Por acordo com o governo czarista, os basquires mantiveram suas terras. Mas eles tinham que prestar serviço militar: guardavam as fronteiras orientais do Império Russo, participavam das guerras travadas pela Rússia. 

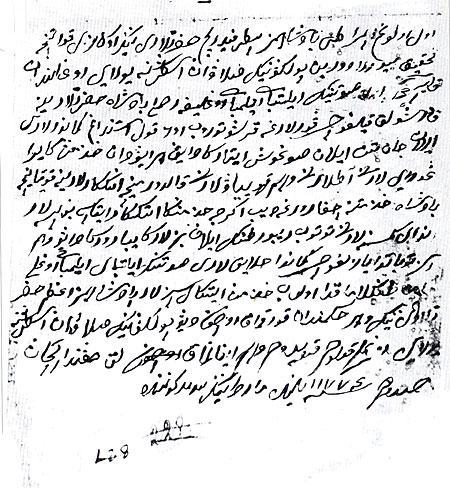
A ordem de Salavat Yulaev ao centurião Ilyatbai Ilimbaev sobre o recrutamento de residentes para o destacamento em 23 de março de 1774.

Às vezes o contrato era violado, parte da terra era retirada e os basquires exigiam a restauração da justiça, e até levantes. As revoltas do Bascortostão ocorreram especialmente no século XVIII, pois houve casos mais frequentes de violação dos direitos do Bascortostão, a apreensão de suas terras para a construção de fábricas e a transferência para os nobres.
O processo de Yulaya durou vários anos. Terras eram tomadas ilegalmente para plantios em Simsky. A administração czarista favoreceu os invasores e Yulai foi multado em 600 rublos (1 cavalo custava 10 rublos).
Os pesquisadores acreditam que Yulai tinha três esposas. Os documentos não indicam o nome da mãe de Salavat. O nome dela é Aznabika segundo as fontes folclóricas. Dizem que ela era uma mulher instruída e exerceu uma grande influência sobre o filho. Depois da professora Nabi Kabiri, foi a mãe que continuou a educar o filho.
O folclore russo fala dos irmãos mais velhos de Salavat chamados Suleiman e Rakai. A partir das obras poéticas de Salavat e de fontes folclóricas, foi possível descobrir que o herói tinha três esposas. A esposa mais velha era viúva de um irmão mais velho falecido, ela já tinha filhos do seu primeiro casamento. Ele se casou com ela de acordo com o antigo costume dos basquires (Levirate). A carta de Salavat, escrita por ele na cela em Ufa em 7 de maio de 1775, refere-se a uma esposa e dois filhos. Eles estavam nas mãos do comandante da cidade S. Myasoedov e do general Freyman. Salavat pede que seus apoiadores os ajudem a se libertar.

## Morte
A última menção documentada de Salavat Yulaev é de 1800. Até então, ele permaneceu em cativeiro por vinte e cinco anos: "Para o conselho provincial de Reval do major Ditmar estar sob o comando do Báltico. Por estar sob minha responsabilidade, condenou à escravidão 12 homens que estão em um estado seguro. Contra o registro apresentado anterior, diminuiu: neste mês de 26 a data, o escravo condenado Salavat Yulaev morreu pelo qual tenho a honra de informar. " Salavat morreu em servidão penal em 26 de setembro de 1800.